# Pritchardia glabrata
Pritchardia glabrata är en enhjärtbladig växtart som beskrevs av Odoardo Beccari och Joseph Rock. Pritchardia glabrata ingår i släktet Pritchardia och familjen Arecaceae. Inga underarter finns listade i Catalogue of Life.

## Bildgalleri

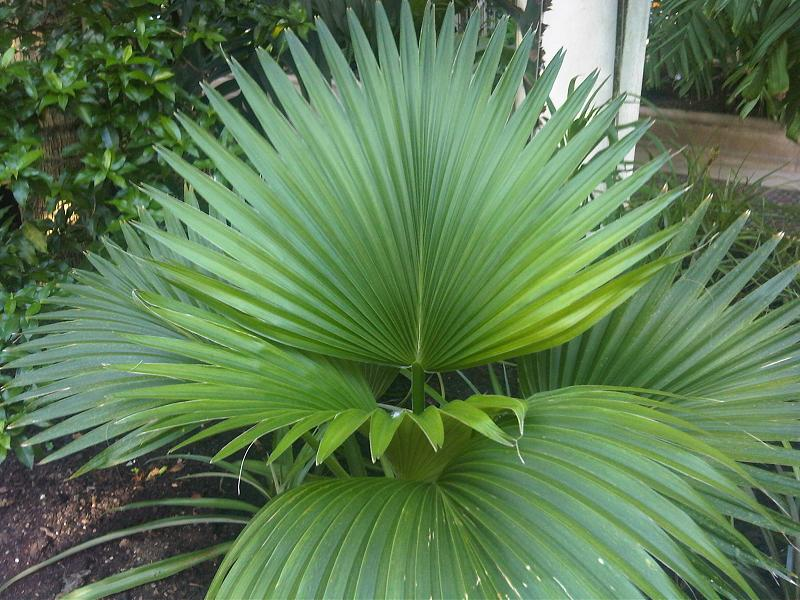
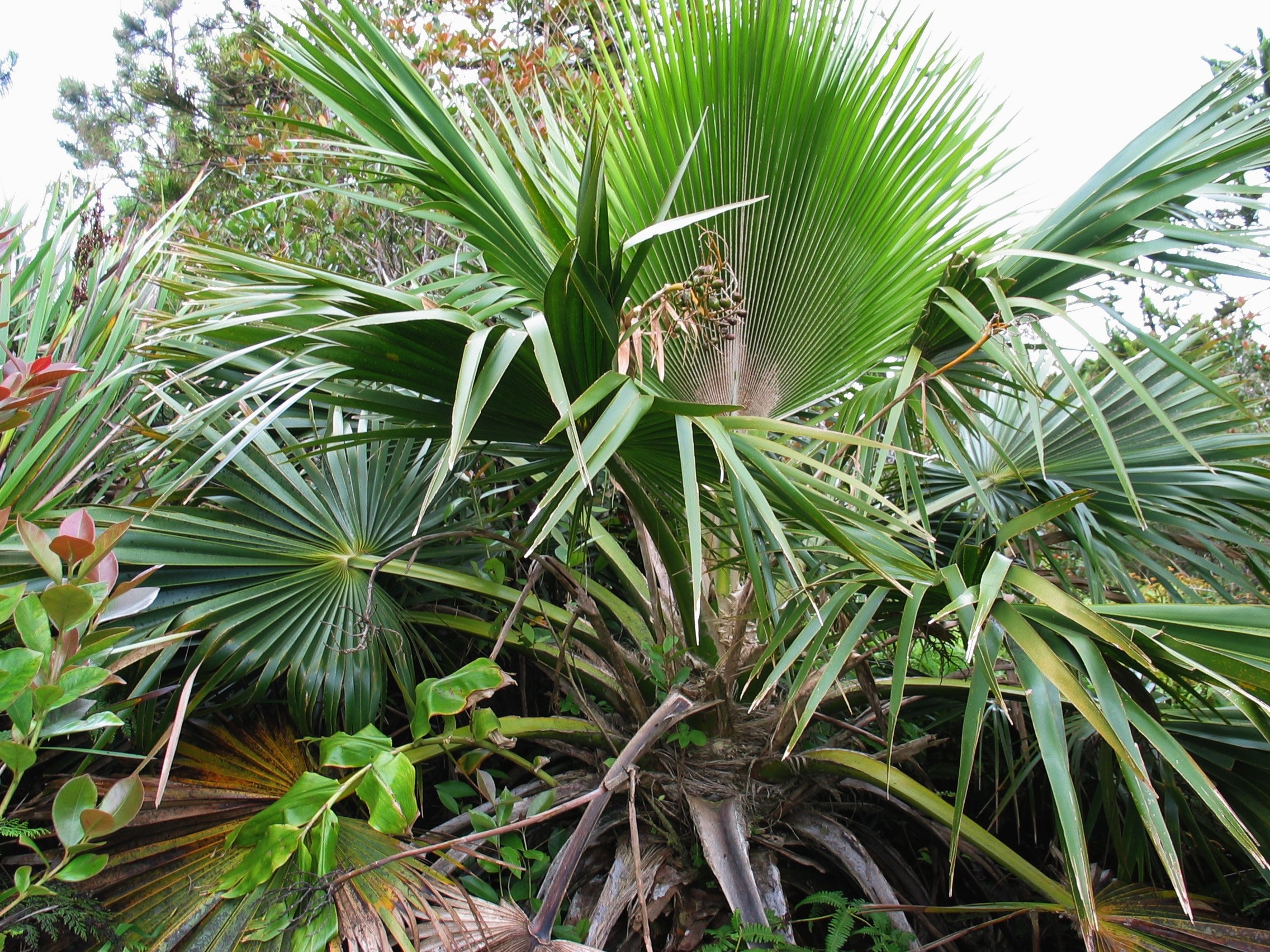
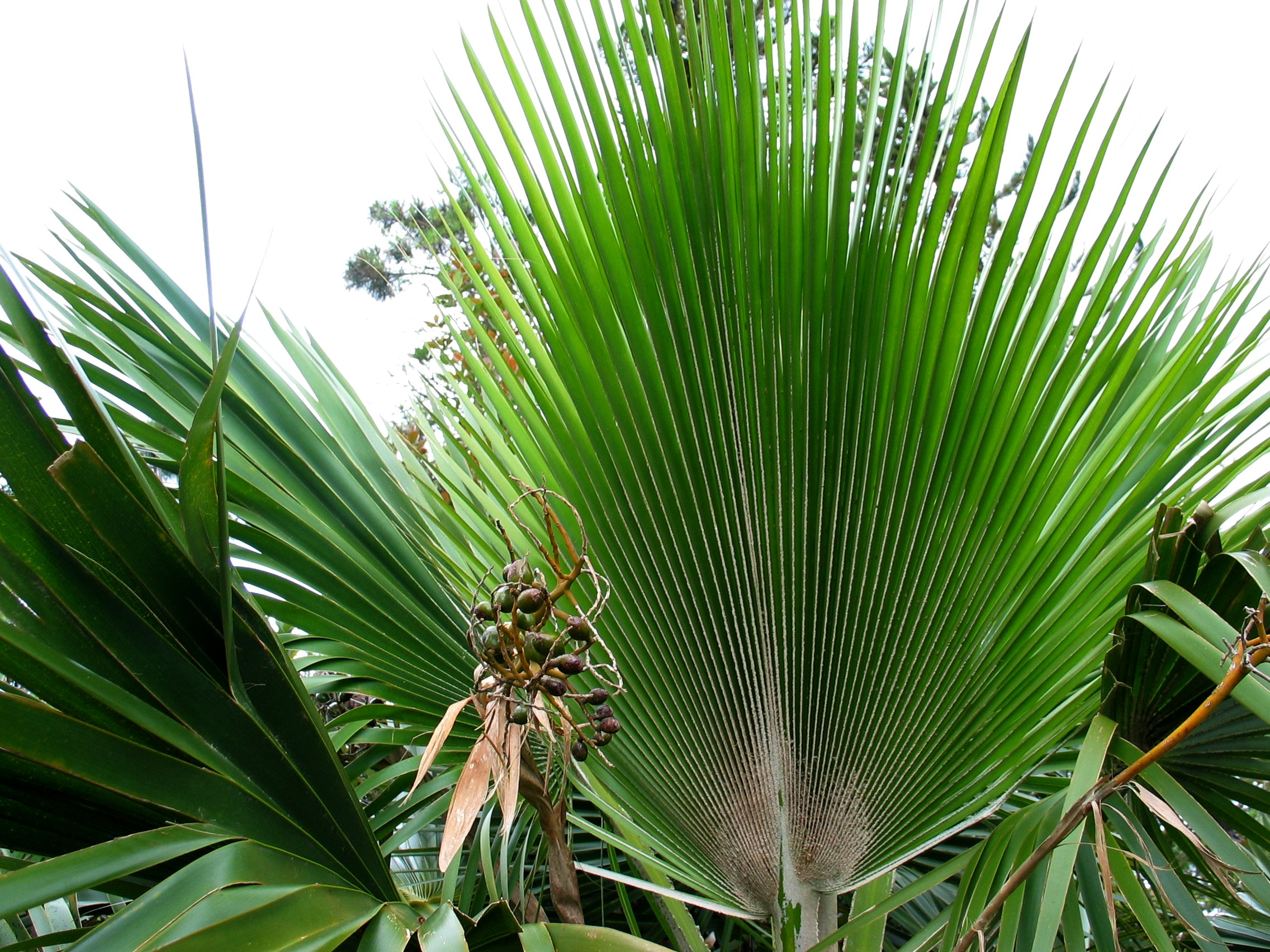
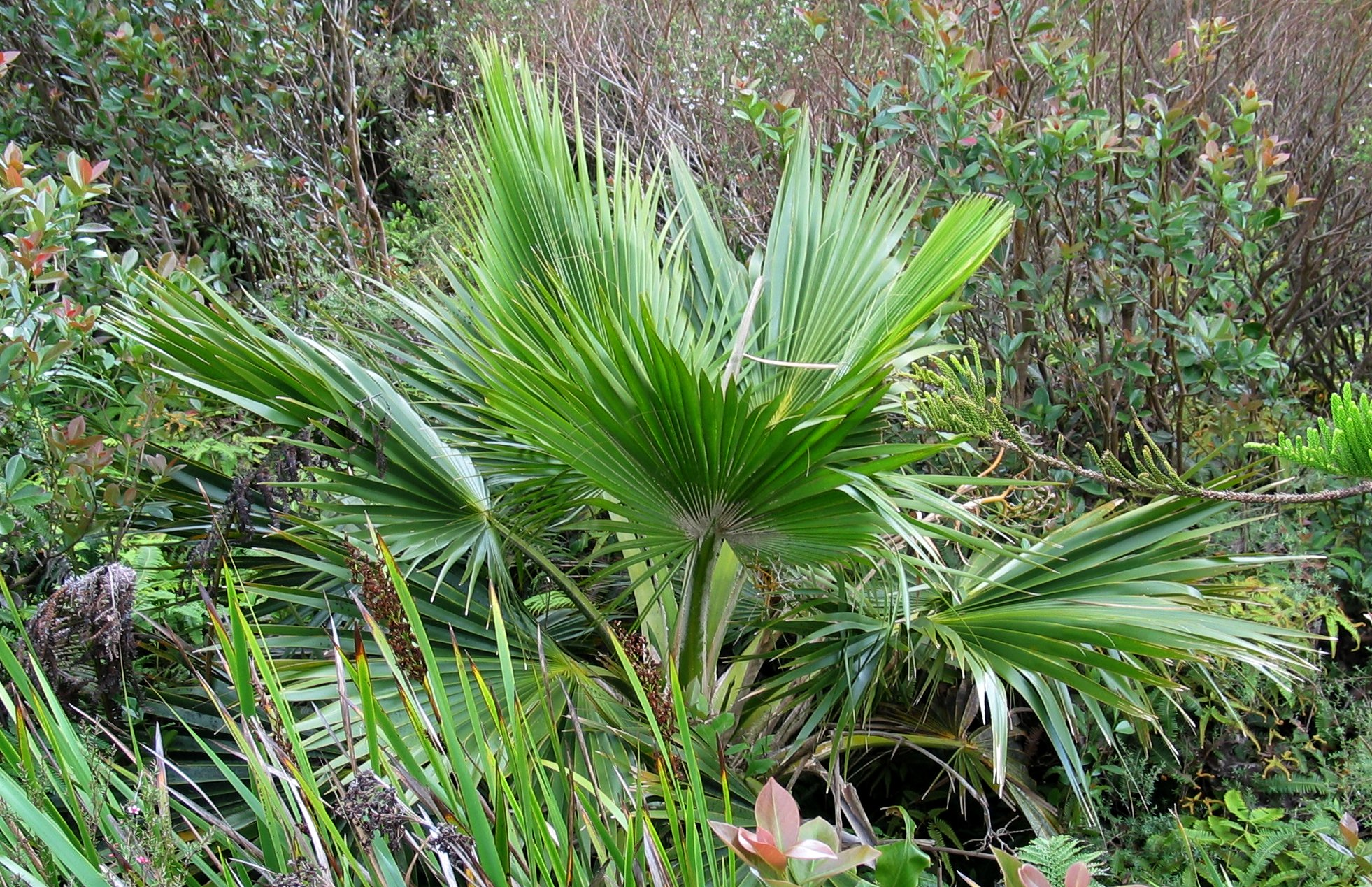
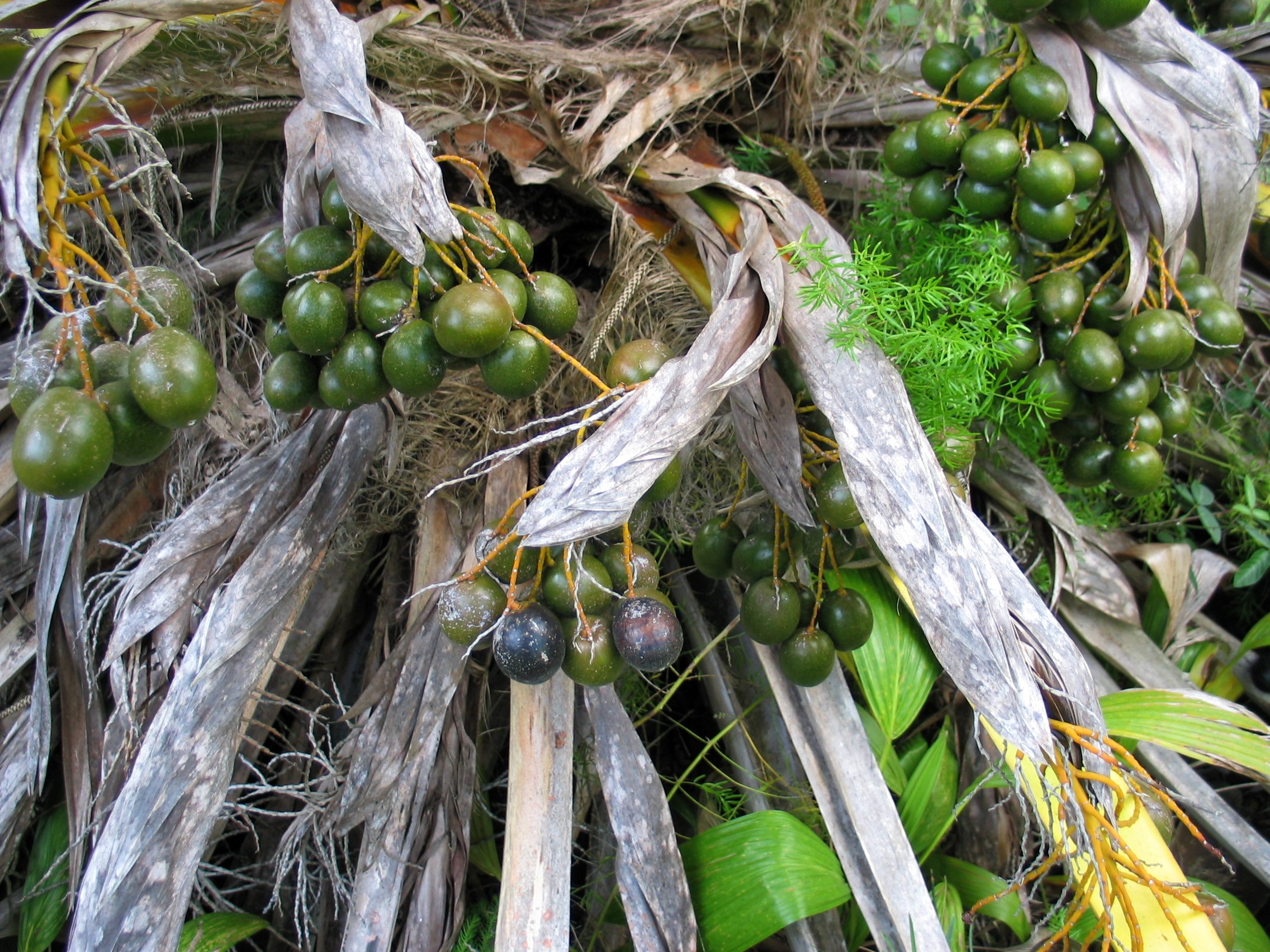
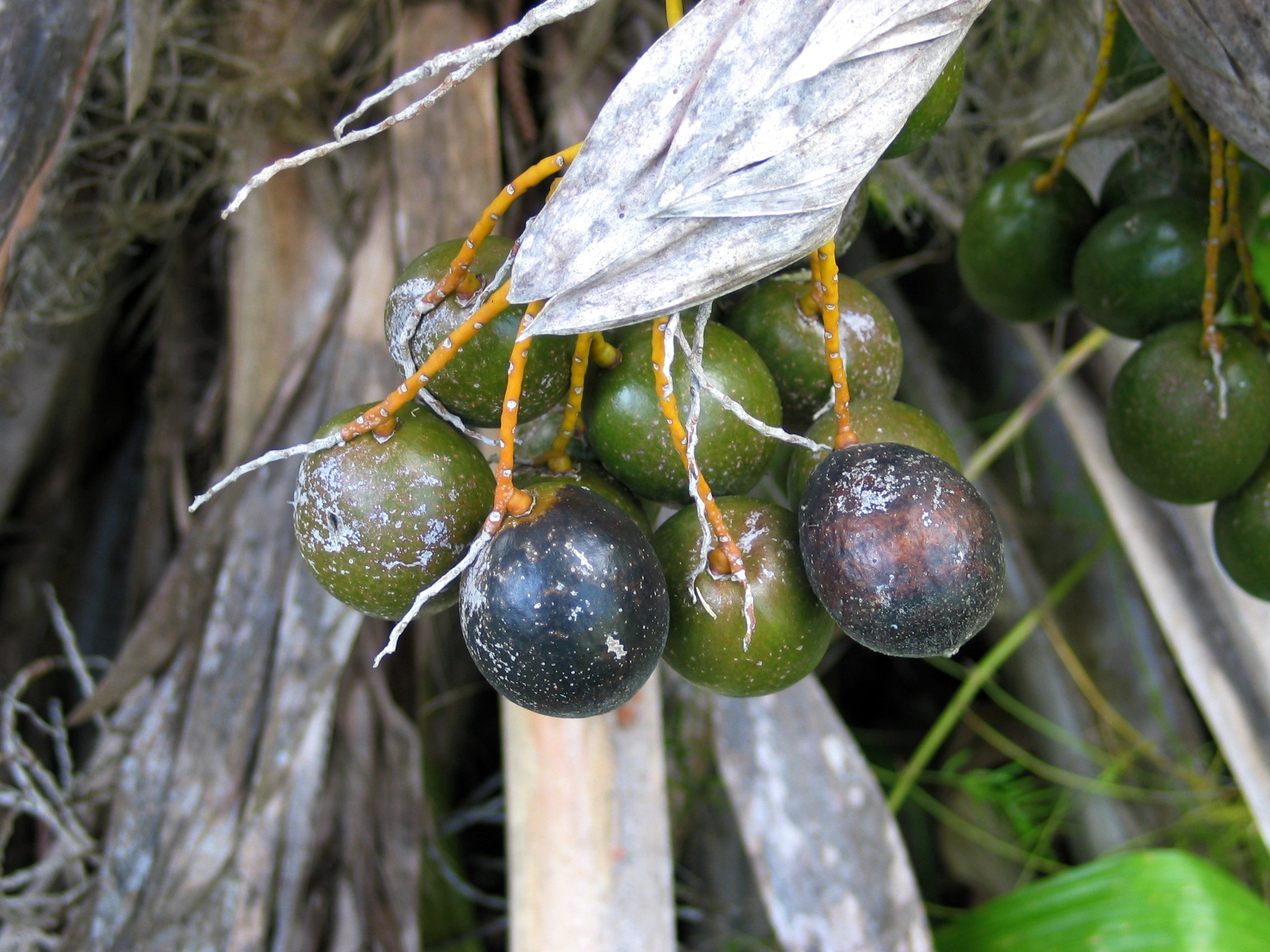